# ۲۰۰۳

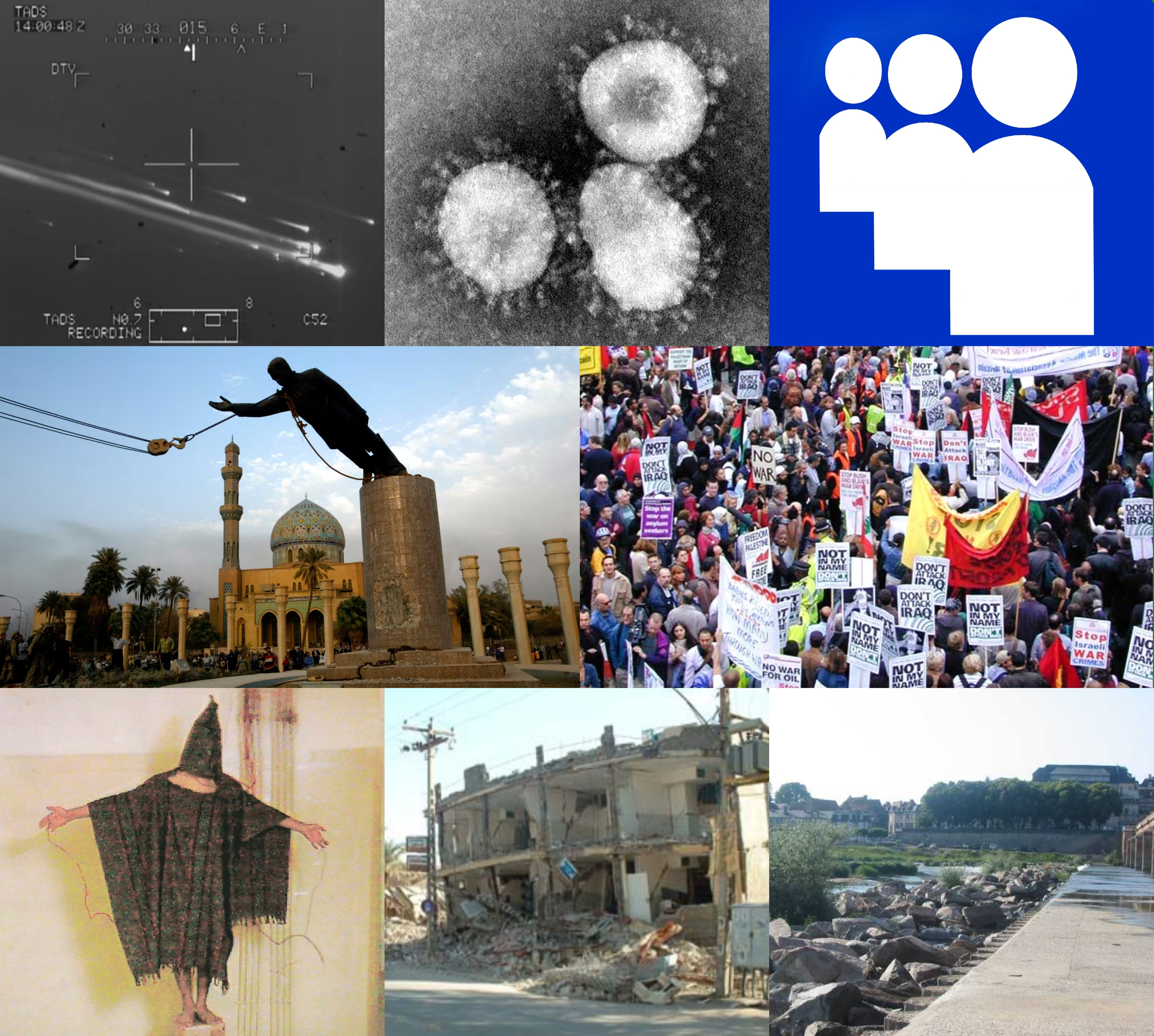

سال ۲۰۰۳ (دوهزار و سه) میلادی یک سال عادی در تقویم گریگوری بود که از آغاز چهارشنبه ۱ ژانویه ۲۰۰۳ شروع شد و در پایان چهارشنبه ۳۱ دسامبر ۲۰۰۳ به پایان رسید. سال ۲۰۰۳ سومین سال از قرن ۲۱ میلادی و نیز سومین سال از هزاره سوم میلادی بود. در تقویم ایرانی سال ۲۰۰۳ از ۱۱ دی ۱۳۸۱ شروع شده و در تاریخ ۱۰ دی ۱۳۸۲ به پایان رسید.

## رویدادها

### ژانویه
- ۱ ژانویه - لولا داسیلوا به عنوان رئیس‌جمهور برزیل انتخاب شد. پس از ۶۲ سال است که از چپ‌گراها به این سمت می‌رسند.
- ۱ ژانویه - انفجار فضاپیمای کلمبیا
- ۸ ژانویه - در اثر سانحه در پرواز شماره ۵۴۸۱ خطوط هوایی ویژه آمریکا در فرودگاه بین‌المللی داگلاس واقع در شهر شارلوت در ایالت کارولینای شمالی همه ۲۱ سرنشین هواپیما کشته شدند.
- ۲۳ ژانویه - آخرین سیگنال از فضاپیمای پایونیر ۱۰ ناسا در فاصله ۷٫۵ میلیارد مایلی زمین دریافت شد.
- ۲۹ ژانویه - در ناآرامی‌های کامبوج سفارت تایلند به آتش کشیده شد و اماکن تجاری تایلندی‌ها به غارت رفت.
- ۳۰ ژانویه - بلژیک رسماً ازدواج همجنسگرای را به رسمیت شناخت.

### فوریه
- ۹ فوریه - نزاع دارفور آغاز شد.
- ۱۵ فوریه - ۱۰ میلیون نفر در ۶۰۰ شهر در سرتاسر جهان علیه آغاز جنگ عراق که بزرگترین تجمع علیه یک جنگ بود دست به تظاهرات زدند.

### مارس
- ۸ مارس - پس از یک رفراندوم در مالت این کشور به اتحادیه اروپا پیوست.
- ۱۲ مارس - زوران جینجیچ نخست‌وزیر صربستان در بلگراد ترور شد.
- ۱۹ مارس - نیروهای آمریکایی و قوای متحد حمله به عراق را آغاز کردند.
- ۲۳ مارس - پس از یک رفراندوم در اسلوونی این کشور به اتحادیه اروپا و ناتو پیوست.

### آوریل
- ۳ آوریل - قوای آمریکایی فرودگاه بین‌المللی صدام حسین را تصرف و نام آن را به فرودگاه بین‌المللی بغداد تغییر دادند.
- ۹ آوریل - با تصرف بغداد توسط قوای آمریکایی رژیم صدام حسین متلاشی شد.
- ۱۲ آوریل - پس از یک رفراندوم در مجارستان این کشور به اتحادیه اروپا پیوست.
- ۲۹ آوریل - ایالات متحده قوای مستقر خود در عربستان سعودی را از این کشور خارج و مقداری از آنها را به پایگاه هوایی العدید در قطر منتقل کرد.

### می
- ۱۱ می - پس از یک رفراندوم در لیتوانی این کشور به اتحادیه اروپا پیوست.
- ۱۷ می - پس از یک رفراندوم در اسلوواکی این کشور به اتحادیه اروپا پیوست.
- ۱۷ می - قوای اندونزیایی یک عملیات نظامی را در منطقه خود مختار آچه آغاز کردند.
- ۲۱ می - زلزله‌ای به بزرگی ۶٫۸ ریشتر در بومرداس واقع در الجزایر جان دست کم ۲۲۰۰ را گرفت.

### ژوئن
- ۸ ژوئن - پس از یک رفراندوم در لهستان این کشور به اتحادیه اروپا پیوست.
- ۸ ژوئن - پس از یک رفراندوم در جمهوری چک این کشور به اتحادیه اروپا پیوست.
- ۲۲ ژوئن - برگزاری سومین همه‌پرسی در طول تاریخ تاجیکستان آزاد

### دسامبر
- ۱ دسامبر - استفاده از تلفن همراه حین رانندگی در بریتانیا ممنوع اعلام شد.
- ۱۲ دسامبر - دستگیری صدام حسین توسط نیروهای آمریکایی
- ۱۲ دسامبر - در اثر زلزله در شهرستان بم واقع در استان کرمان خرابی‌های زیادی به بار آمد و دست کم ۴۰ هزار تن کشته شدند.

## مرگ‌ها

### ژانویه
- ۱۷ ژانویه – ریچارد کرنا، بازیگر آمریکایی (ز. ۱۹۲۶)
- ۲۳ ژانویه – نل کارتر، بازیگر و خواننده آمریکایی (ز. ۱۹۴۸)
- ۲۹ ژانویه – فرانک ماس، قاضی و سیاست‌مدار آمریکایی (ز. ۱۹۱۱)

### مارس
- ۲۶ مارس – دانیل پاتریک موینیهان، افسر، دیپلمات، و سیاست‌مدار آمریکایی (ز. ۱۹۲۶)
- ۳۰ مارس – مایکل جیتر، بازیگر آمریکایی (ز. ۱۹۵۲)

### آوریل
- ۱ آوریل – لسلی چونگ، بازیگر، کارگردان، خواننده، و آهنگساز هنگ کنگی (ز. ۱۹۵۶)
- ۹ آوریل – آبراهام زابلودوفسکی، معمار و نقاش اهل لهستان (ز. ۱۹۲۴)
- ۲۱ آوریل – نینا سیمون، خواننده-ترانه‌سرا، موسیقی‌دان، پیانیست، و آهنگساز آمریکایی (ز. ۱۹۳۳)
- ۲۶ آوریل – پیتر استون، فیلمنامه‌نویس آمریکایی (ز. ۱۹۳۰)

### ژوئن
- ۱۲ ژوئن – گریگوری پک، بازیگر آمریکایی (ز. ۱۹۱۶)
- ۲۱ ژوئن – لئون اوریس، نویسنده و فیلمنامه‌نویس آمریکایی (ز. ۱۹۲۴)
- ۳۰ ژوئن – بودی هکت، بازیگر آمریکایی (ز. ۱۹۲۴)

### ژوئیه
- ۱۱ ژوئیه – زهرا کاظمی، عکاس کانادایی (ز. ۱۹۴۹)
- ۲۷ ژوئیه – باب هوپ، بازیگر آمریکایی (ز. ۱۹۰۳)

### اوت
- ۱ اوت – ماری ترنتینیان، بازیگر فرانسوی (ز. ۱۹۶۲)
- ۹ اوت – گرگوری هاینز، بازیگر آمریکایی (ز. ۱۹۴۶)
- ۱۴ اوت – هلموت ران، بازیکن فوتبال آلمانی (ز. ۱۹۲۹)
- ۱۶ اوت – عیدی امین، سیاست‌مدار و بوکسور اوگاندایی (ز. ۱۹۲۴)
- ۳۰ اوت – چارلز برانسون، بازیگر آمریکایی (ز. ۱۹۲۱)

### سپتامبر
- ۸ سپتامبر – لنی ریفنشتال، تهیه‌کننده، بازیگر، عکاس، و کارگردان آلمانی (ز. ۱۹۰۲)
- ۲۲ سپتامبر – گوردون جامپ، بازیگر آمریکایی (ز. ۱۹۳۲)
- ۲۴ سپتامبر – ادوارد سعید، نویسنده آمریکایی (ز. ۱۹۳۵)
- ۲۷ سپتامبر – دانالد اوکانر، بازیگر و خواننده آمریکایی (ز. ۱۹۲۵)

### اکتبر
- ۱۳ اکتبر – برترام برکهاوس، فیزیک‌دان کانادایی (ز. ۱۹۱۸)
- ۲۰ اکتبر – جک ایلام، بازیگر آمریکایی (ز. ۱۹۱۸)
- ۲۱ اکتبر – الیوت اسمیت، خواننده-ترانه‌سرا، نویسنده، و خواننده آمریکایی (ز. ۱۹۶۹)

### نوامبر
- ۵ نوامبر – دورتی فی، بازیگر آمریکایی (ز. ۱۹۱۵)
- ۹ نوامبر – آرت کارنی، بازیگر آمریکایی (ز. ۱۹۱۸)
- ۳۰ نوامبر – گرترود ادرل، شناگر و ورزشکار آمریکایی (ز. ۱۹۰۶)

### دسامبر
- ۱۲ دسامبر – حیدر علی‌اف، سیاست‌مدار اهل جمهوری آذربایجان (ز. ۱۹۲۳)
- ۲۷ دسامبر – آلن بیتس، بازیگر بریتانیایی (ز. ۱۹۳۴)
- ۳۱ دسامبر – آرتور آر فون هیپل، فیزیک‌دان آلمانی (ز. ۱۸۹۸)

## پیوندها
- تقویم سال ۲۰۰۳ میلادی